# Zastava Kajmanskih otoka
Zastava Kajmanskih otoka je usvojena 1959. Do tada, na otocima se koristila zastava Ujedinjenog Kraljevstva.  
Zastava je tamnoplave boje sa zastavom Ujedinjenog Kraljevstva u gornjem lijevom kutu te grbom Kajmanskih otoka. Civilna zastava je crvene boje, a zastava Guvernera Kajmanskih otoka je zastava Velike Britanije s grbom Kajmanskih otoka u sredini.